# Johann Gottfried Koehler
Pour les articles homonymes, voir Koehler.
Johann Gottfried Koehler (né le 15 décembre 1745 à Gauernitz, près de Dresde et mort le 19 septembre 1801 à Dresde) est un astronome allemand du XVIIIe siècle.

## Biographie
Johann Gottfried Koehler était réputé pour fabriquer des instruments d'observation astronomique de qualité, et réalisa plusieurs croquis de paysages lunaires. Il faisait également des observations astronomiques, à l'aide de deux lunettes astronomiques Dollond et un télescope Gregorian.
De 1772 à 1778, il compila un catalogue d'une vingtaine de nébuleuses et amas stellaires, qui fut publié en 1782 dans Astronomisches Jahrbuch pour 1784.
Koehler reste célèbre pour avoir été le premier à découvrir l'amas ouvert M67, ainsi que M59 et  M60.